# Pseudokarst

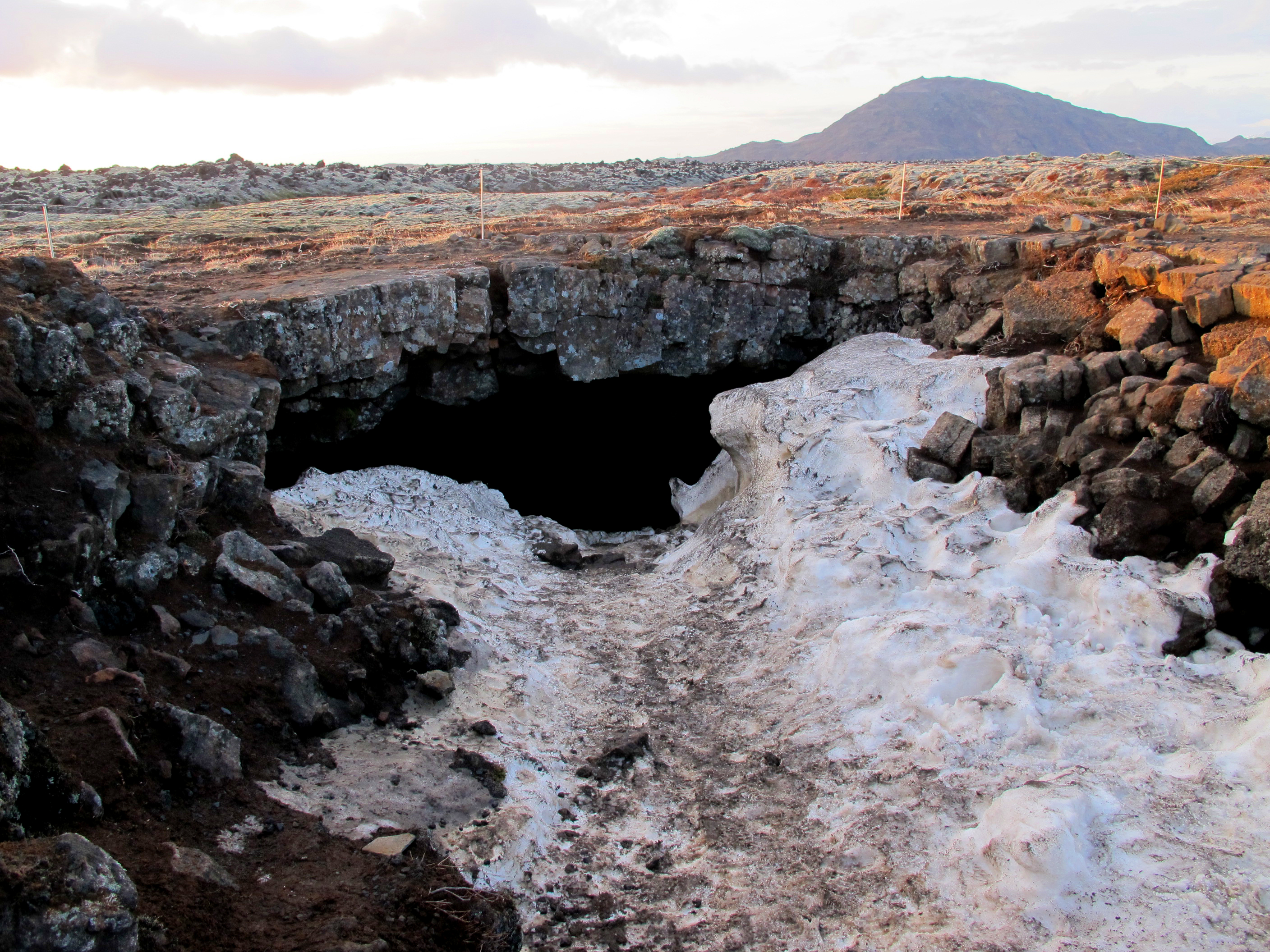
Tunnel de lave de Leiðarendi, Islande.

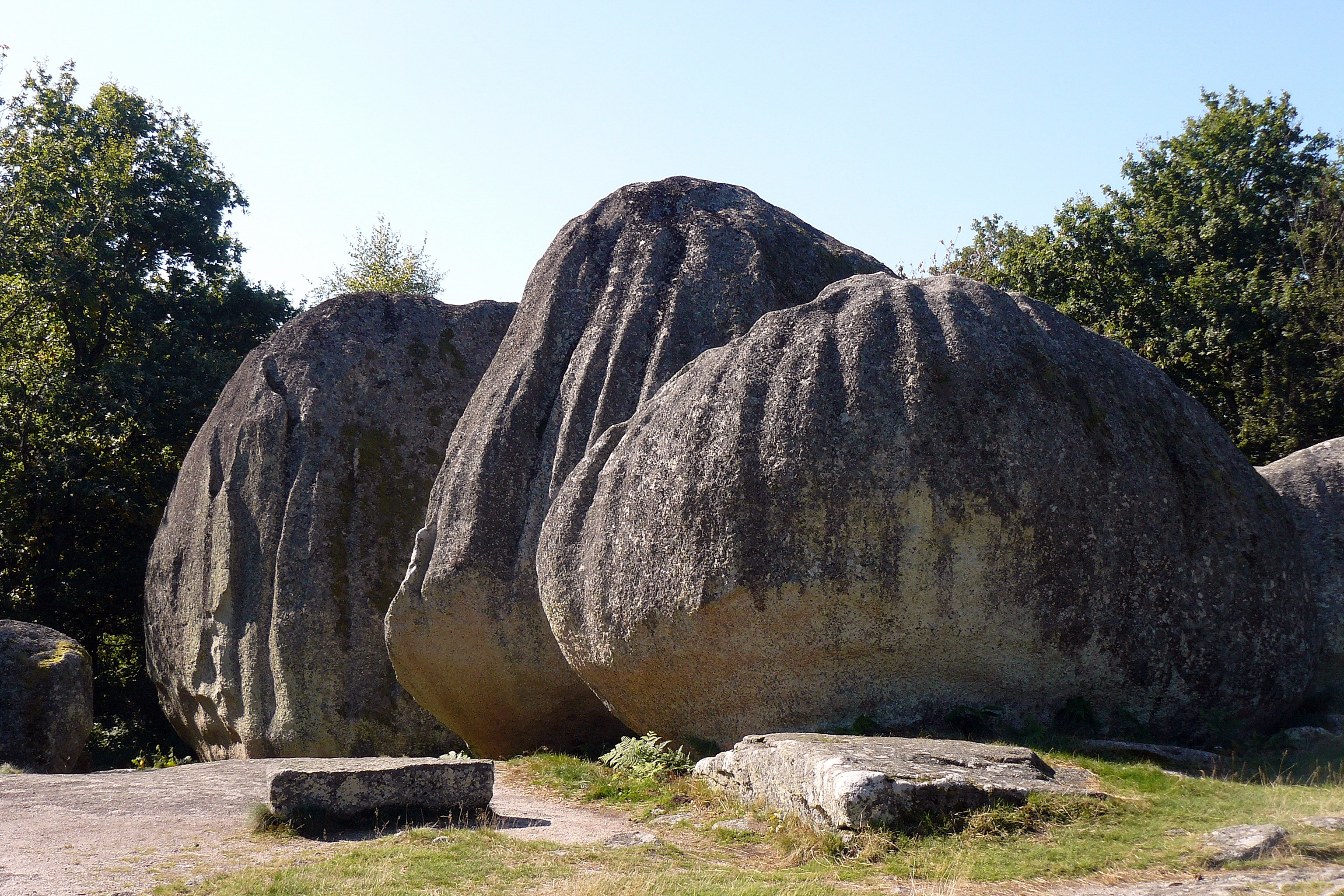
Les Pierres Jaumâtres exposent des pseudokarren qui prennent la forme de rainures de dissolution par ruissellement.

Le pseudokarst est une forme d'altération dans des roches non carbonatées qui résulte de processus physico-chimiques similaires à la karstification affectant les calcaires.
Les roches susceptibles de développer un pseudokarst sont généralement peu karstifiables (Gèze, 1973) et classés selon la nature des processus karstogéniques.
- L’hypokarst comprend tous les processus et phénomènes comparables à ceux du karst, comme les cavités de glacier ou les tunnels de lave.

- Le parakarst comprend tous les processus similaires à ceux du karst classique, mais dans des roches solubles non carbonatées. Les figures de dissolution se développent dans les roches siliceuses, telles que les quartzites, grès, flysch, loess et marnes, et dans les roches évaporitiques, comme le gypse ou le sel. Elles donnent des pseudo-lapiès et des reliefs ruiniformes.

- Le cryokarst, également appelé glaciokarst ou encore thermokarst, comprend des surfaces criblées de dépressions dues à la fonte de lentilles ou culots de glace.

Le pseudokarst est en fait un terme qui permet de classer tout ce qui ne relève pas du karst au sens strict (Chabert & Courbon, 1997). Les cavités pseudokarstiques présentent une grande variété en termes de spéléogenèse. Elles peuvent correspondre à des grottes-éboulis, des fissures de décollement, et s'ouvrir dans des roches comme le granite ou le gneiss. Il peut s'agir aussi de grottes marines, de grottes de la glace ou encore de cavités volcaniques.

## Les cavités volcaniques
La fluidité du basalte permet la formation de tunnels de lave. En effet, lors de l’écoulement du basalte fluide, la surface de la coulée est au contact de l’air et se refroidit rapidement pour former une croûte solide, alors que l’intérieur reste chaud et fluide. Ainsi, l’écoulement du basalte se poursuit sous la surface de la coulée. À la fin de l’éruption, il arrive que le tunnel se vidange et devient accessible après refroidissement. Lorsque le plafond est trop mince, un effondrement permet l'accès au tunnel de lave dont la topographie se confond avec l’itinéraire de la coulée. S’il n’est pas interrompu par des éboulements, le tunnel de lave peut atteindre des dimensions remarquables, comme dans la grotte de Kazumura à Hawaii (États-Unis) dont le développement est de 66 km pour une dénivellation de 1102 m.
En marge de ces phénomènes majeurs, il existe des cavités mineures, à la genèse variée :
- les baumes d’érosion différentielle, qui ne sont pas spécifiques des roches volcaniques ;

- les moulages négatifs de troncs d’arbres par les tufs volcaniques ;

- les grottes-bulles ;

- les souffleurs, qui sont plus spécifiques des côtes rocheuses, à la sortie desquels la houle crée un geyser en s’engouffrant dans les fissures.

### En France
L’île Amsterdam recèle quelques modestes tunnels de lave de 270 m de développement, mais c'est dans l'île de la Réunion qu'on trouve des tunnels atteignant près de 2 km de développement. Les puits-cratères, parfois en liaison avec des conduits ou des salles profondes, permettent de descendre à plus de 200 m de profondeur dans le cratère Commerson, La Réunion. Enfin, des baumes d’érosion différentielle peuvent se développer à la base de basaltes, tufs ou scories volcaniques. Au contact des sols anciens, que les produits volcaniques ont recouverts, des cavités peuvent apparaître. Le développement de ces cavités de contact est parfois favorisé par le drainage d'anciennes topographies scellées par les basaltes, comme c'est le cas dans la grotte des Laveuses à Royat, Puy-de-Dôme.

### Ailleurs
Il existe des tunnels de lave d'une longueur remarquable, notamment sur des îles volcaniques, qui ont fait l'objet d'une inventaire et d'une topographies (cf. Liste des grandes cavités pseudokarstiques).

Quelques tunnels de lave
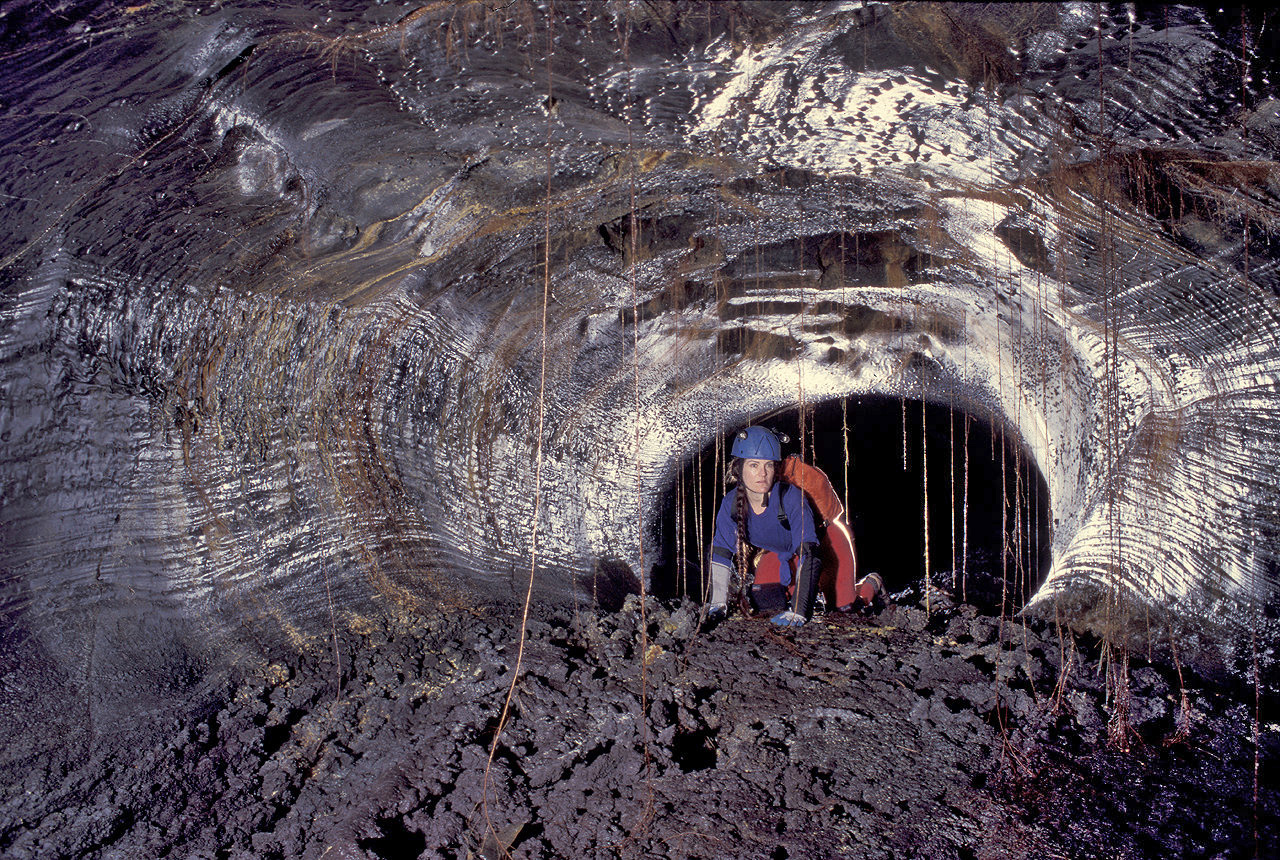
Tunnel de lave, Hawaii, États-Unis.
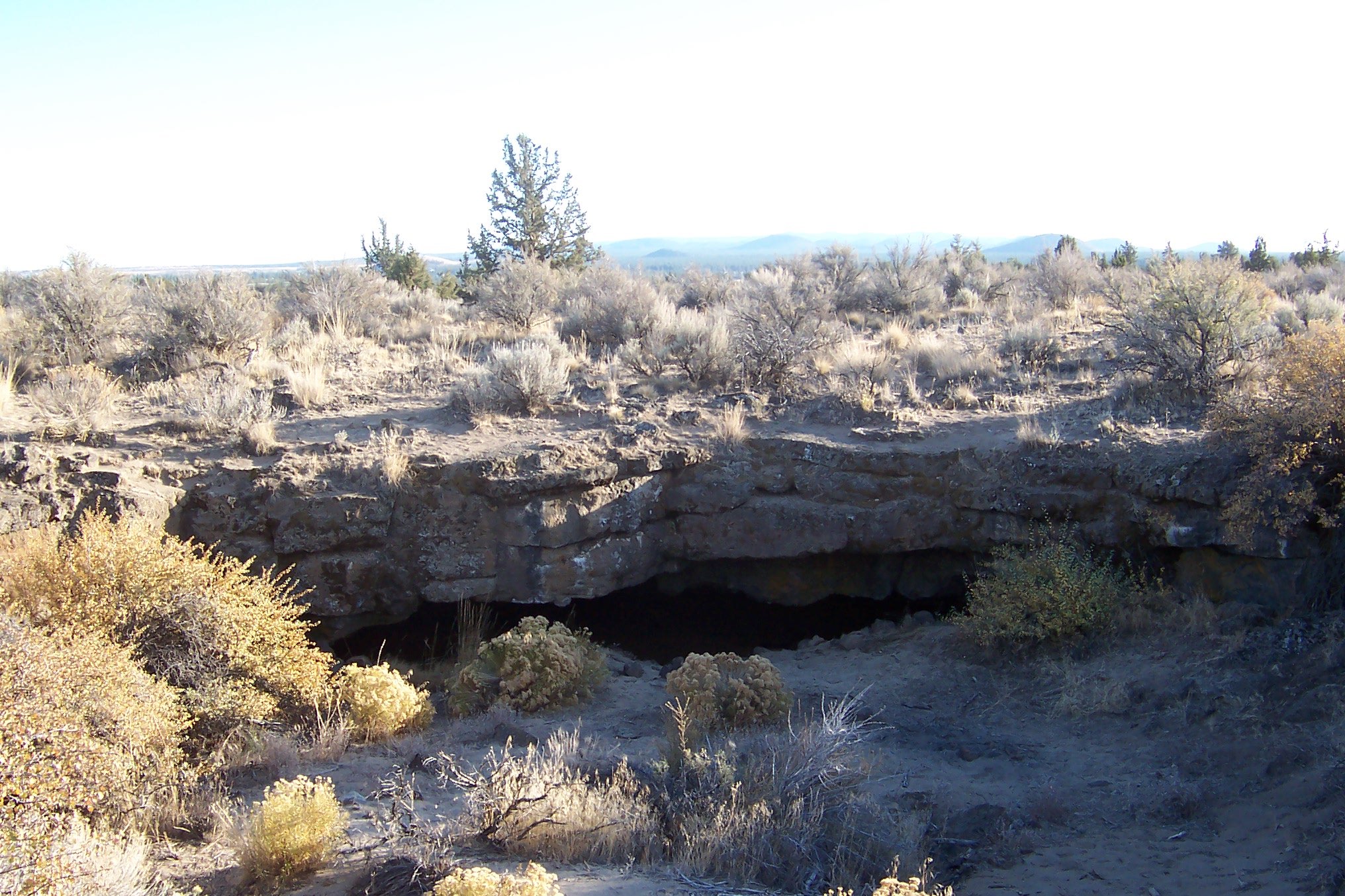
La grotte du Vautour, une des entrées du système du Cheval (Horse Lava Tube System), près de Bend, Oregon, États-Unis.
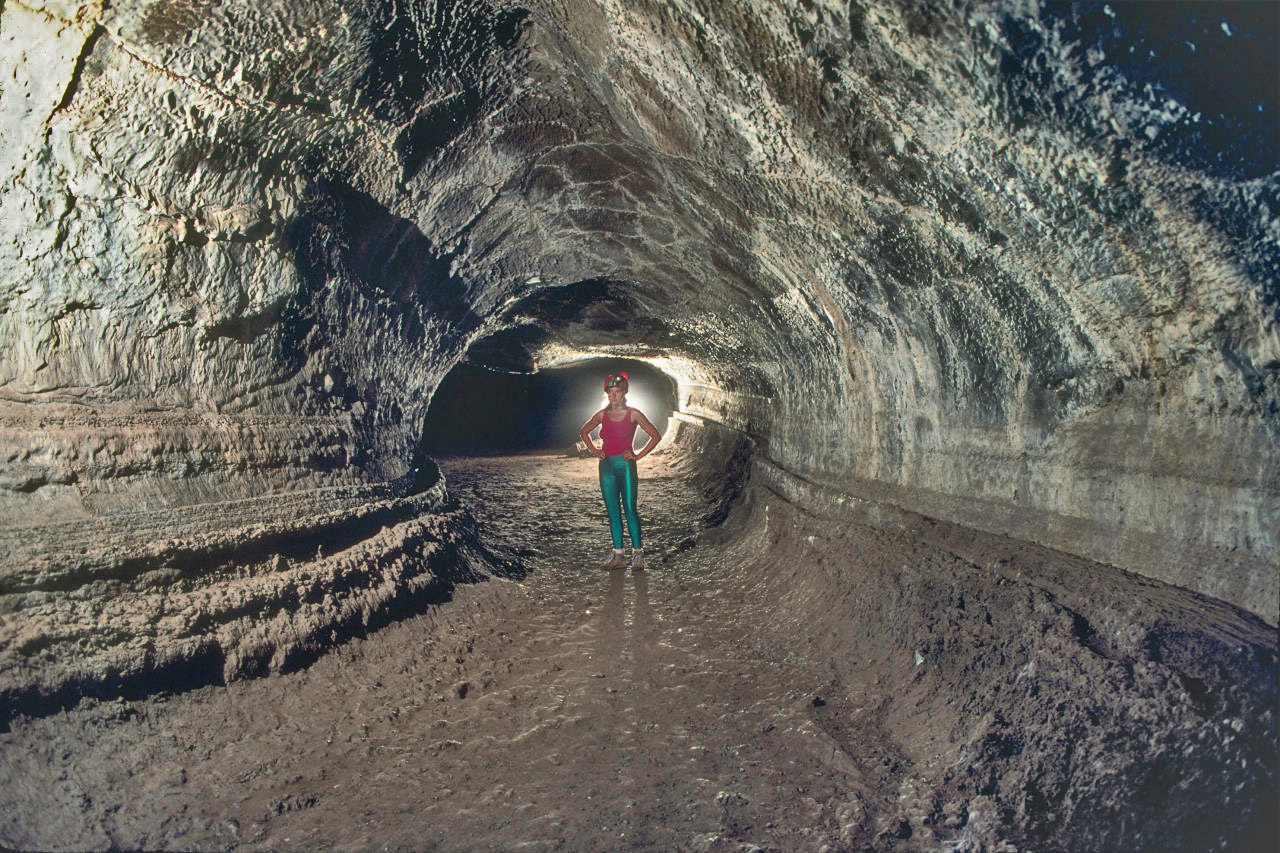
Grotte de Valentine, Monument national des Lava Beds, Californie, États-Unis.
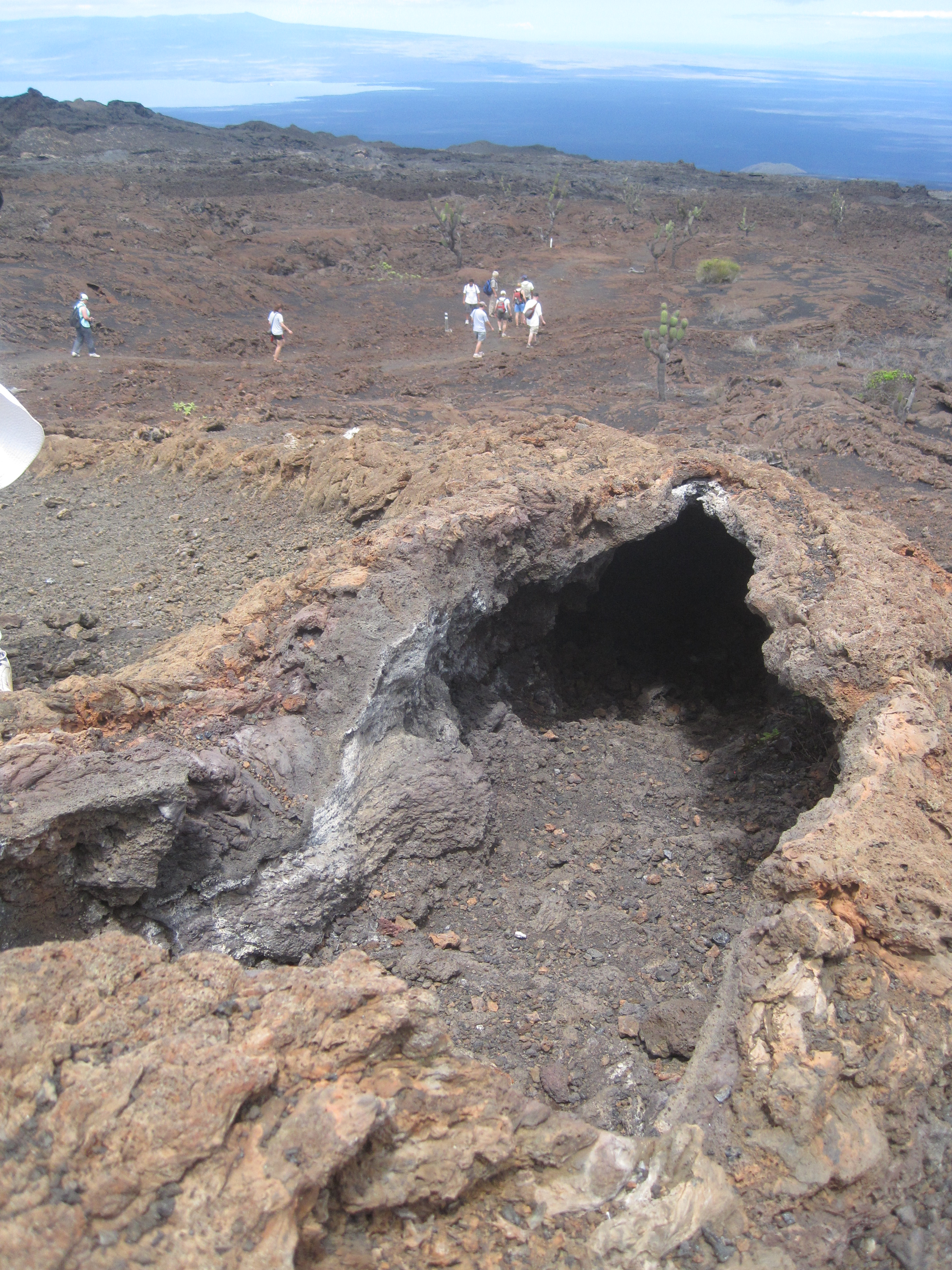
Tunnel de lave dans la Sierra Negra, Île Isabela, Galapagos, Équateur.

## Les cavités de la glace
L’organisation du pseudokarst des cavités de la glace est similaire à celles du karst classique, on trouve à sa surface des pertes (Pulina, Rehak & Schroeder, 2003), appelées moulins, et des résurgences au pied des glaciers. Toutefois, les profondeurs atteintes dans les moulins sont limitées par la plasticité de la glace, dont les vides tendent à se refermer en profondeur. Entre les pertes et les résurgences, des cavités sous-glaciaires se développent à l'intérieur de la glace ou au contact du glacier et de la roche.

### En France
Les grottes de glace se trouvent essentiellement dans le massif du Mont-Blanc, où le Grand moulin de la Mer de Glace a été exploré jusqu'à la profondeur de 105 m. La grotte du Glacier des Bossons atteint environ 280 m de développement.

### Ailleurs
Dans la plupart des grands glaciers, il existe des cavités de la glace qui ont fait l'objet d'un inventaire ou d'une topographie (cf. Liste des cavités dans la glace).

Quelques cavités de la glace
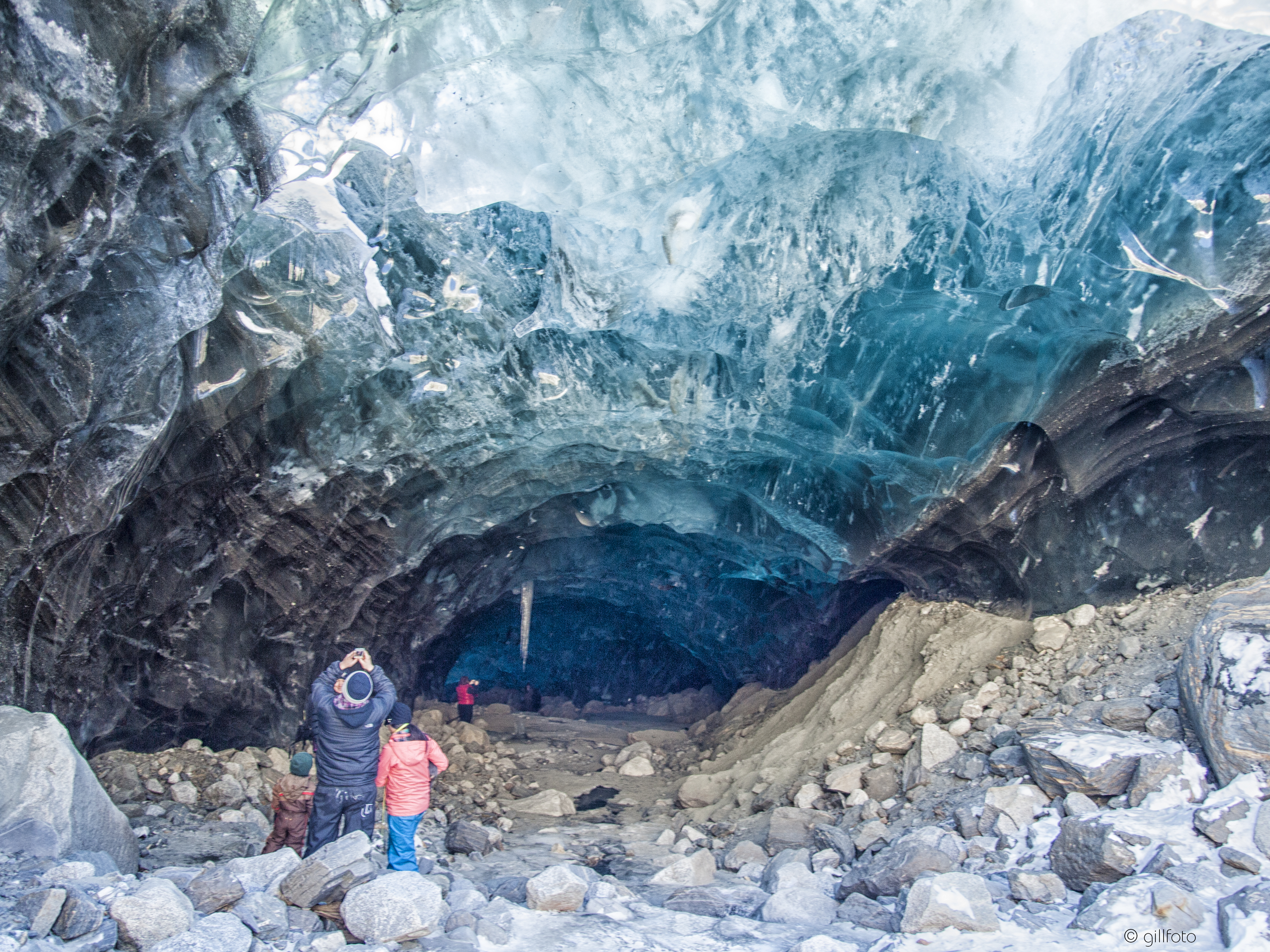
Grotte de glace de Mendenhall, Juneau, Alaska, États-Unis.
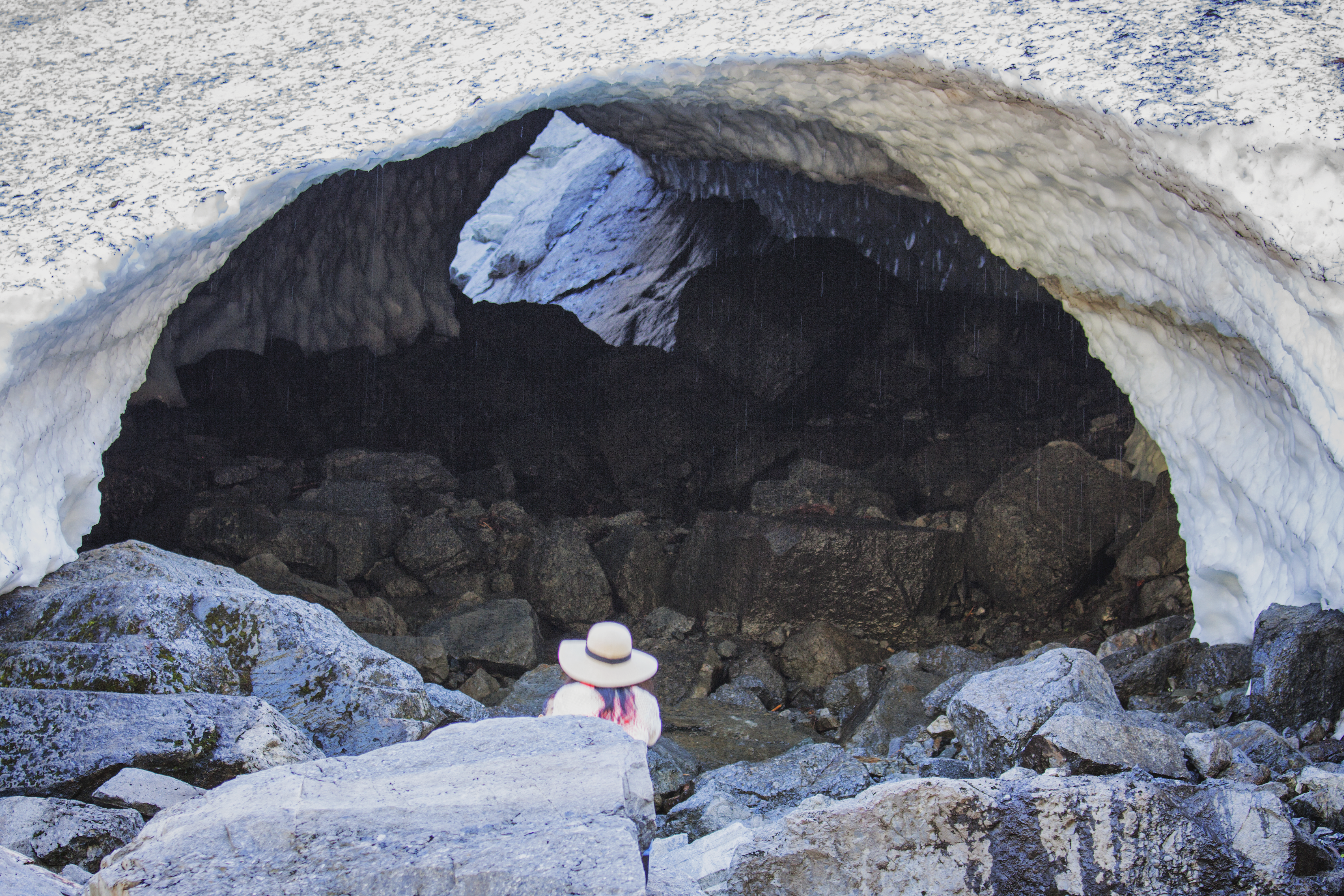
Une des entrées des Big Four Ice Caves, Washington, États-Unis.
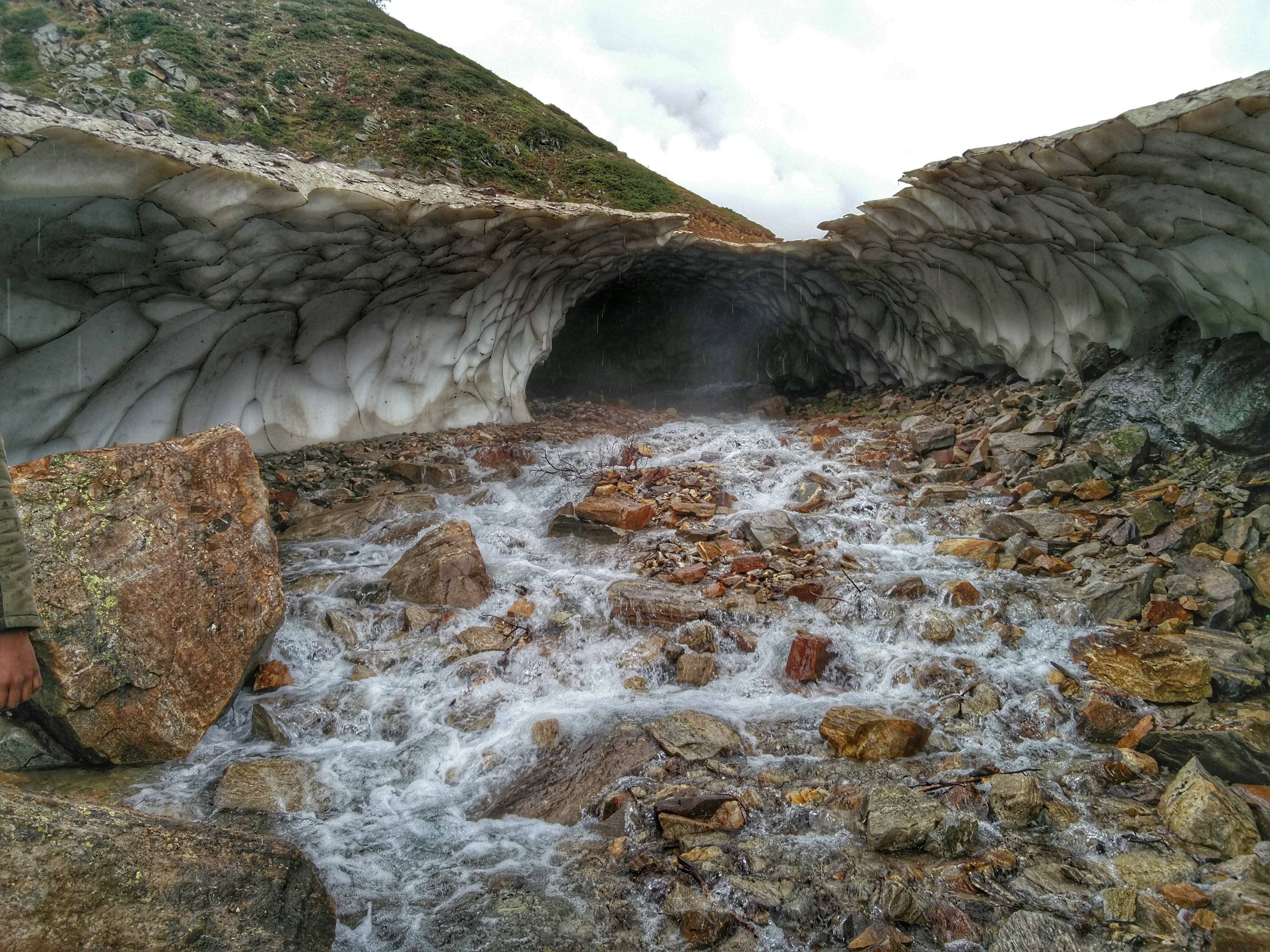
Grotte dans le glacier de Rama, Pakistan.

## Les pseudokarsts d’origine mécanique
Les pseudokarsts d’origine mécanique correspondent essentiellement à des fractures de détente ou des vides à l'intérieur de chaos de blocs (grotte-éboulis).

Les fractures de détente, aussi appelées fentes de décollement (Renault, 1961), s’ouvrent par appel au vide et sont généralement situées à proximité de parois verticales. Ces cavités ont des formes anguleuses et diminuent en taille avec la profondeur. L’évolution des fractures de détente se poursuit avec le décollement complet et l’écroulement du pan rocheux. Les plus gros blocs qui s'accumulent au pied de la paroi peuvent former un chaos de blocs cyclopéens, dans lesquels des vides interstitiels (Talus Cave) pénétrables et interconnectés présentent une certaine étendue.

Quelques vides d'origine mécanique
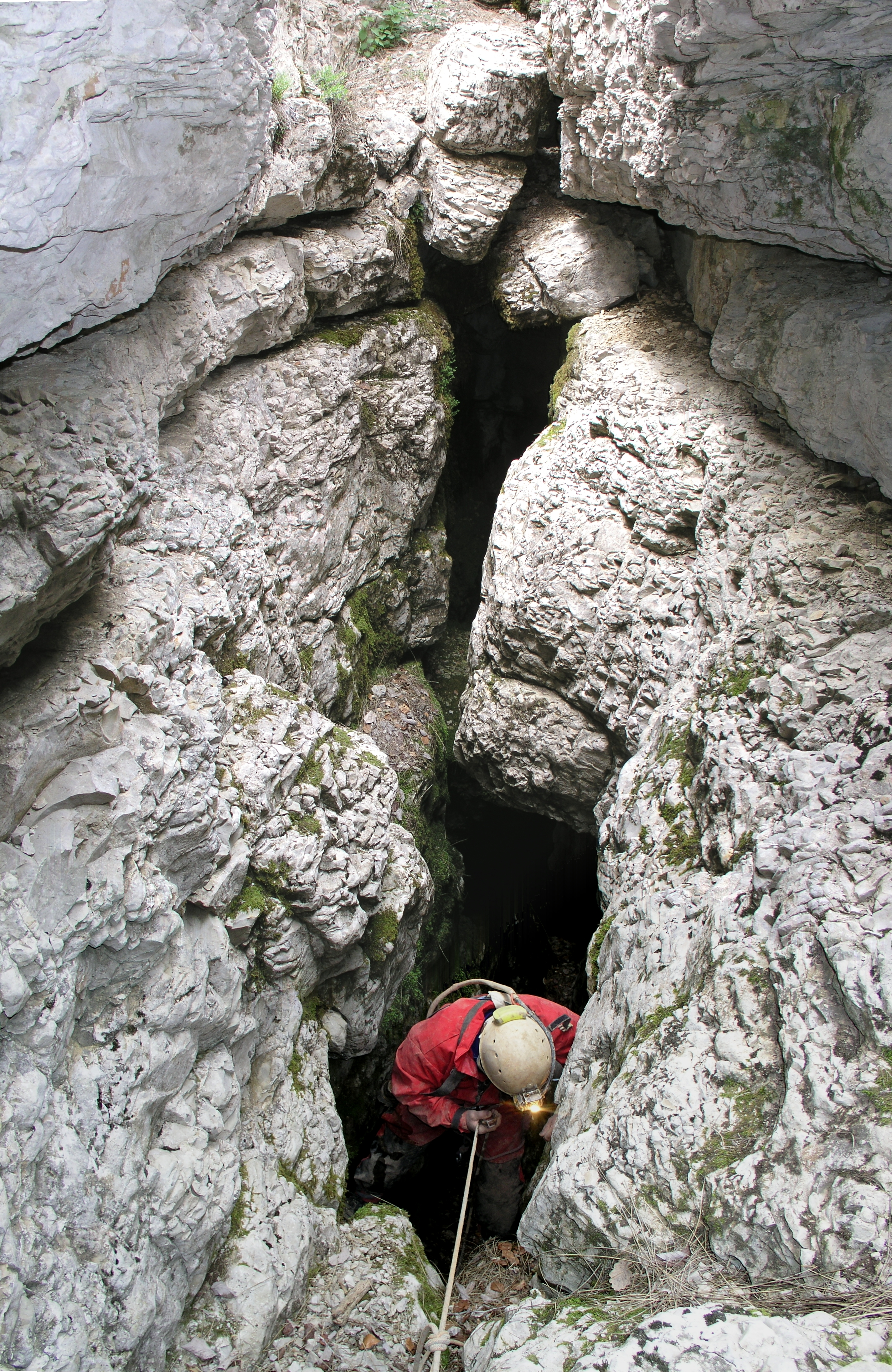
Entrée du gouffre du Pé de Muéou, Éourres, Hautes-Alpes, France.
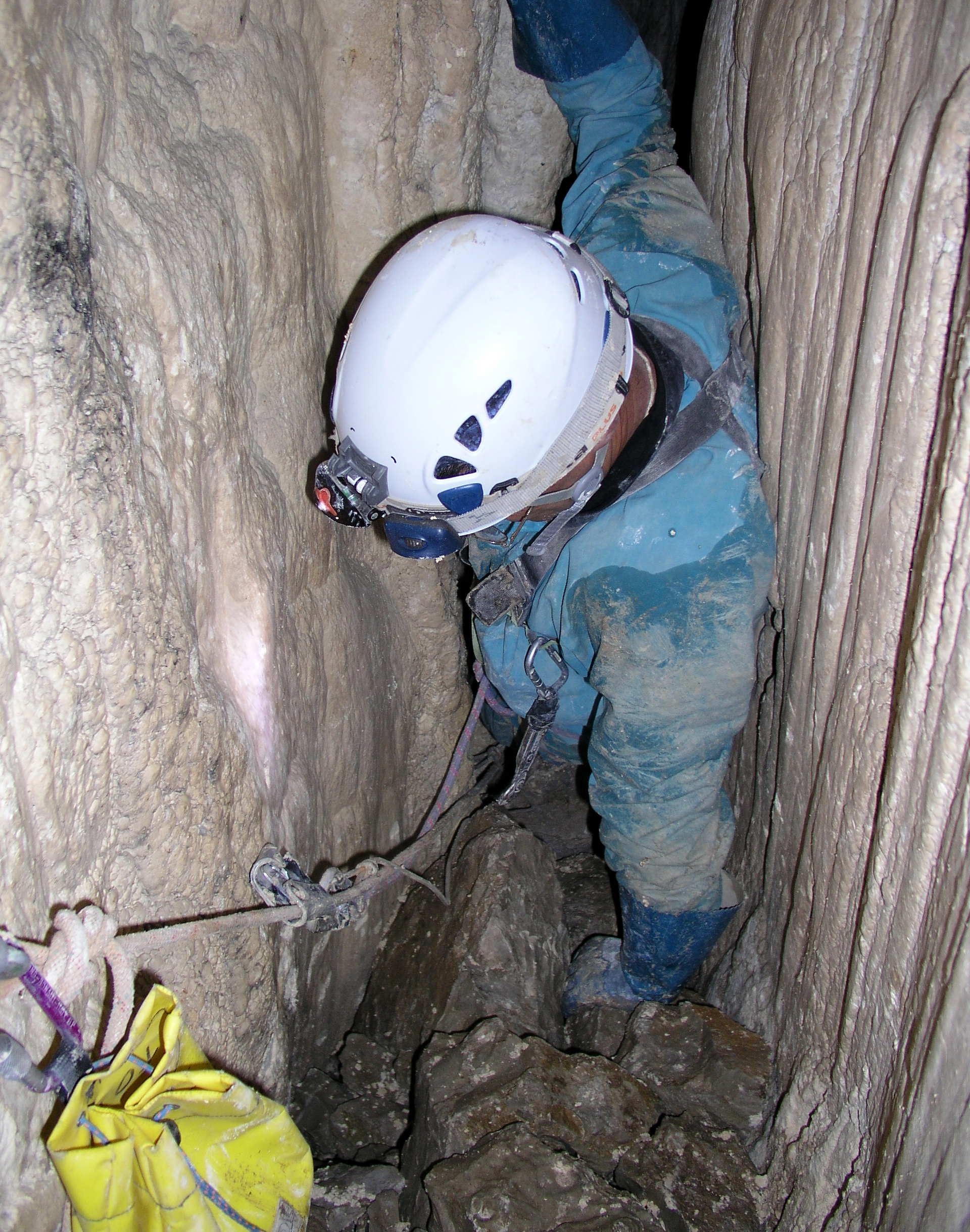
Zone de plus en plus étroite au fond du gouffre du Pé de Muéou, Éourres, Hautes-Alpes, France.

## Les grottes marines
Les grottes marines sont des cavités résultant de la seule action hydromécanique de la houle. On en trouve dans toutes les roches exposés aux assauts des vagues, y compris dans la roche calcaire. Dans les îles, les plus grandes cavités marines se situent souvent sur les côtes-au-vent, généralement dans de hautes falaises de roches dures.

### En France
La Bretagne compte un grand nombre dans des sites côtiers, comme le cap Fréhel ou la presqu'île de Crozon, qui recèlent de nombreuses grottes marines. Les côtes normandes (craie) et charentaises (calcaire) comportent de nombreuses entrées de grottes situées sur le littoral, mais il s'agit souvent de cavités karstiques recoupées par le trait de côte.

### Ailleurs
Il existe de nombreuses grottes marines dans les pays bordant les océans, ces cavités commencent à être inventoriées et classées dans des listes spéléométriques qui restent à établir.

Quelques cavités marines
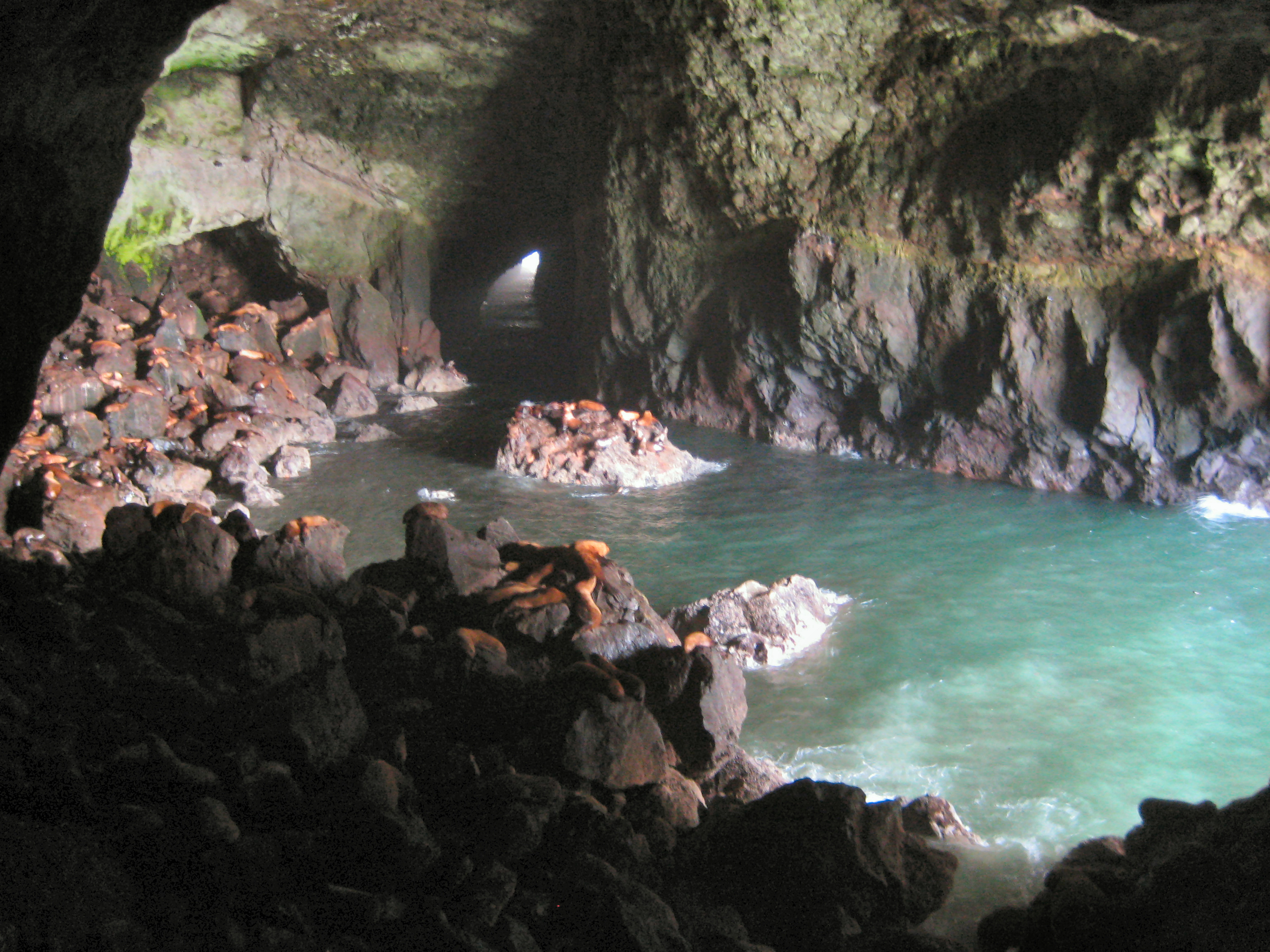
Grotte du Lion de mer (Sea Lion Cave), Florence, Oregon, États-Unis.
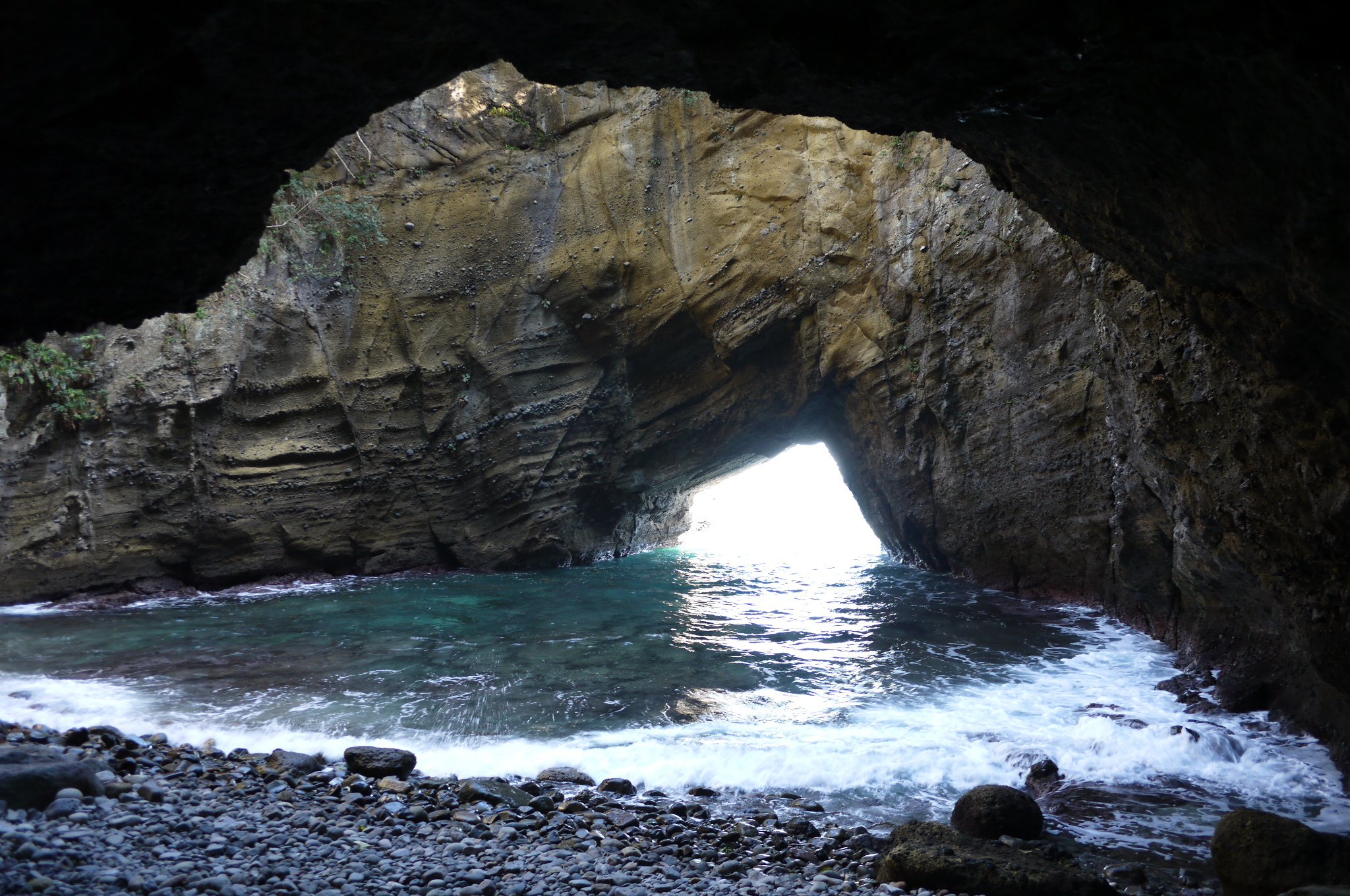
Grotte marine de Ryugu, Simoda, Shizuoka, Japon.
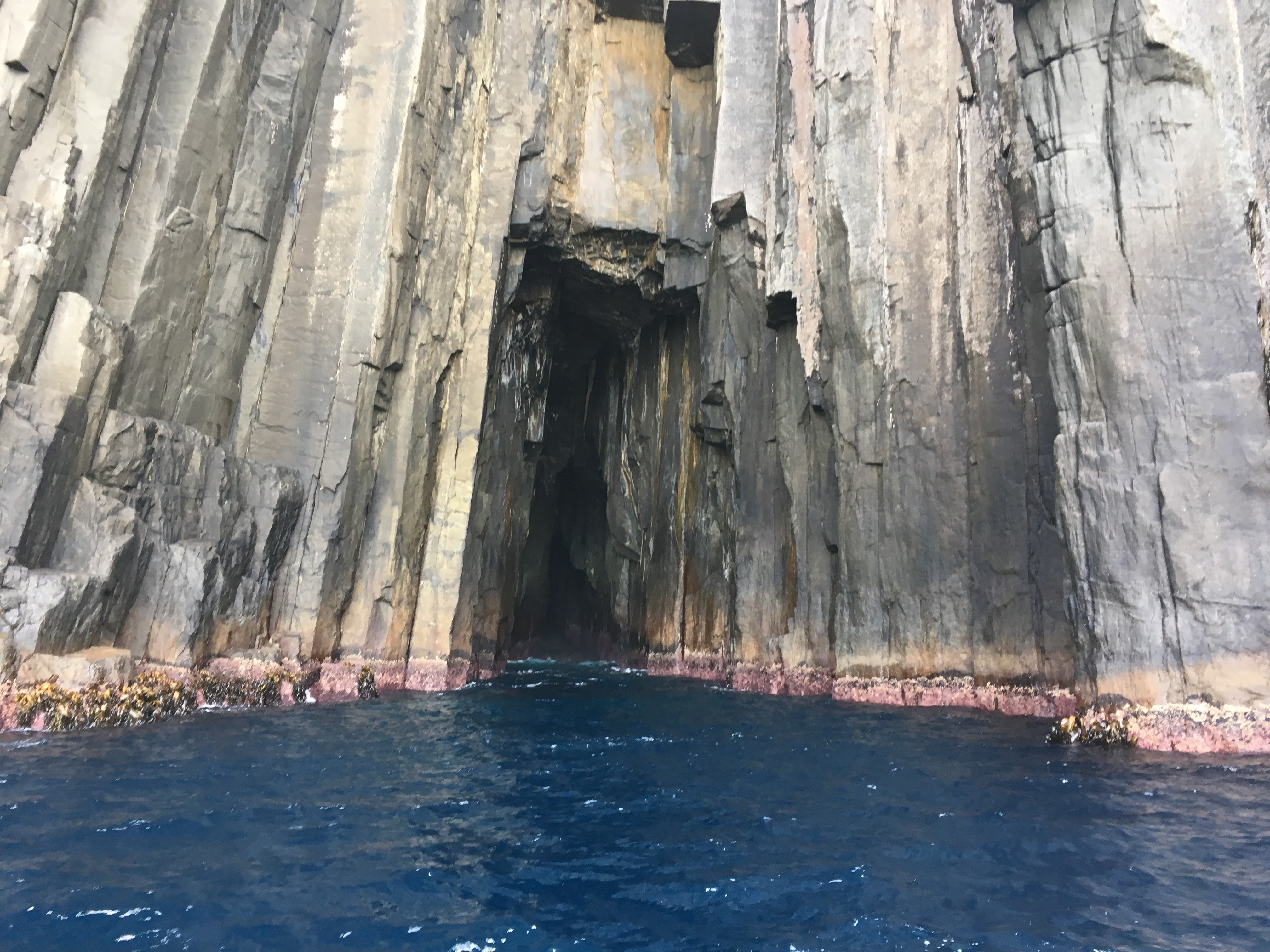
Grotte marine de Port Arthur, Tasmanie, Australie.

## Les cavités des tufs et travertins
Le tuf calcaire est un concrétionnement stratifié dû à une source incrustante ou pétrifiante. La progradation du tuf isole des vides résiduels qui présentent l’aspect d’une grotte. Ces vides souvent concrétionnés peuvent être empruntés par le ruisseau à l'origine de l'accumulation des travertins. L’incorporation de débris végétaux, comme des troncs d'arbres, ménage des moulages négatifs parfois pénétrables.

### En France
Dans le département du Var, près de Vidauban, l’Argens traverse un pont naturel de tufs. Les plus importantes grottes aménagées dans les tufs sont les « forts » de Varages, les châteaux troglodytiques de Cotignac et Villecroze. À Trans-en-Provence, la grotte Sainte-Catherine est l’ancienne halle d’un moulin, aménagée en restaurant.

### Ailleurs
On compte de nombreuses grottes de tufs dont l'inventaire reste à faire.

Quelques grottes ouvertes dans les tufs
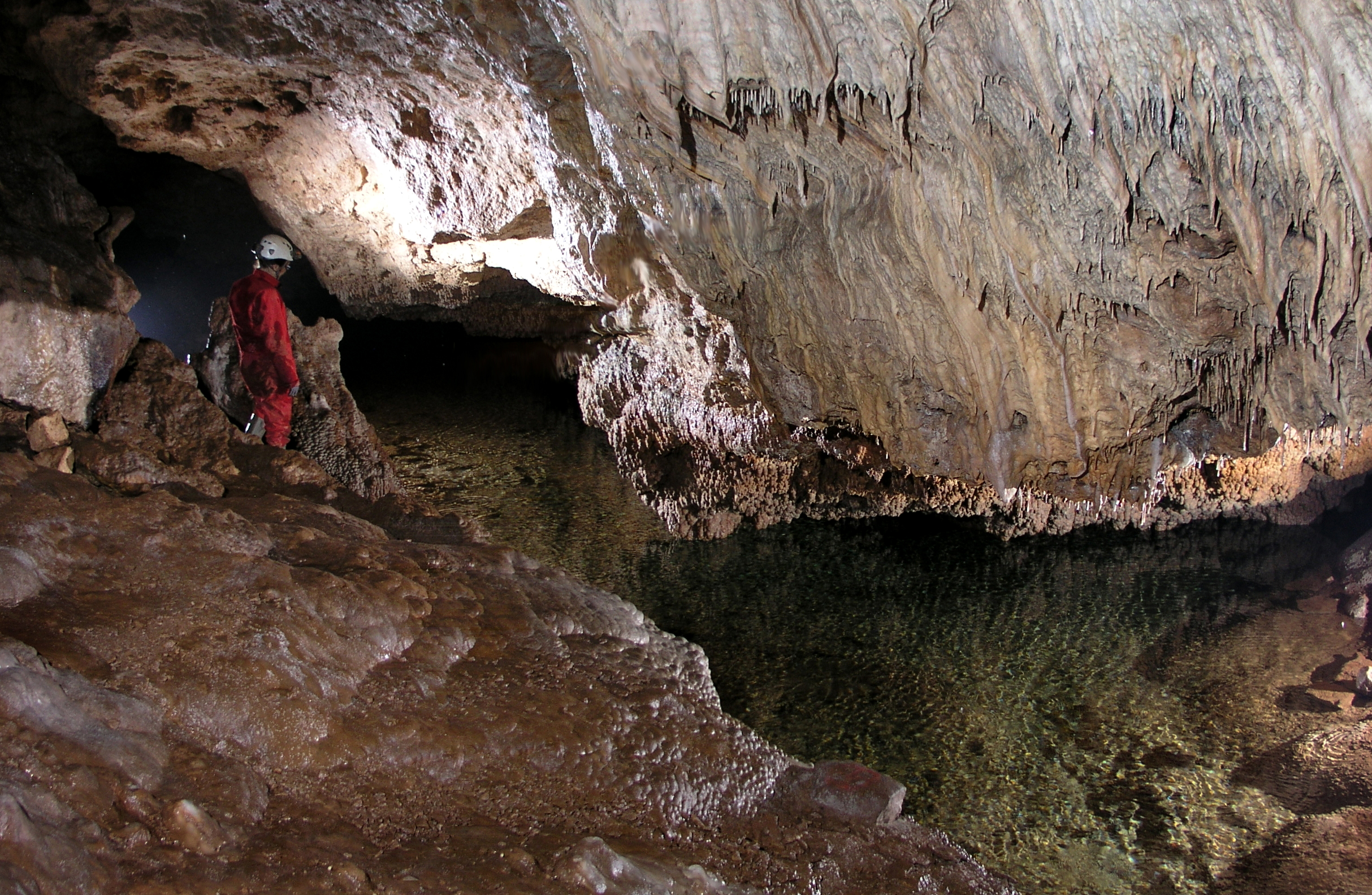
Grotte de la Médecine creusée dans les travertins déposés par la source de la Mère de Dieu, causse Rouge, Verrières, Aveyron, France.
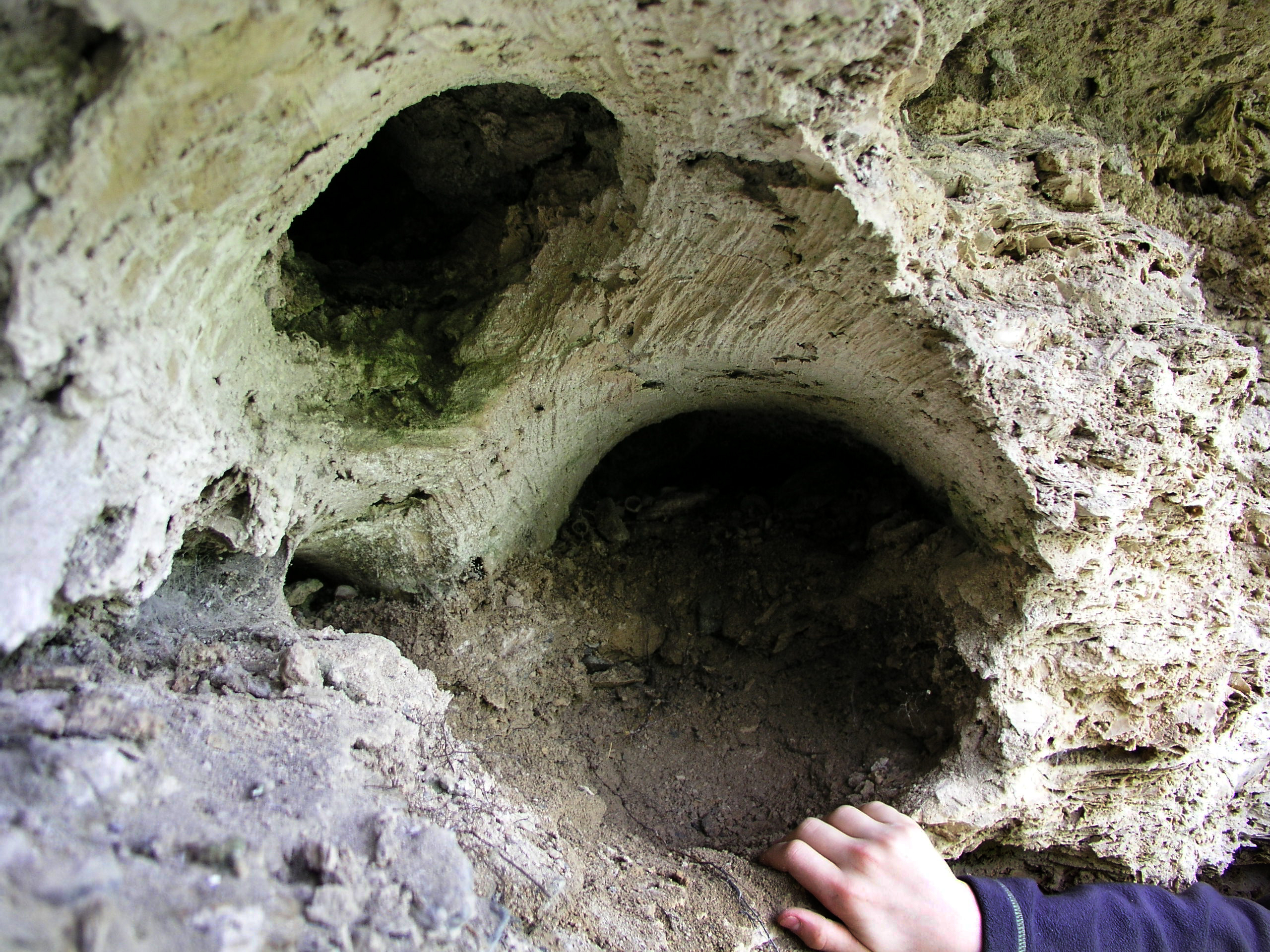
Moulage négatif d’un tronc d'arbre pris dans le tuf de la cascade de Costeplane, Le Lauzet-Ubaye, Alpes-de-Haute-Provence, France.
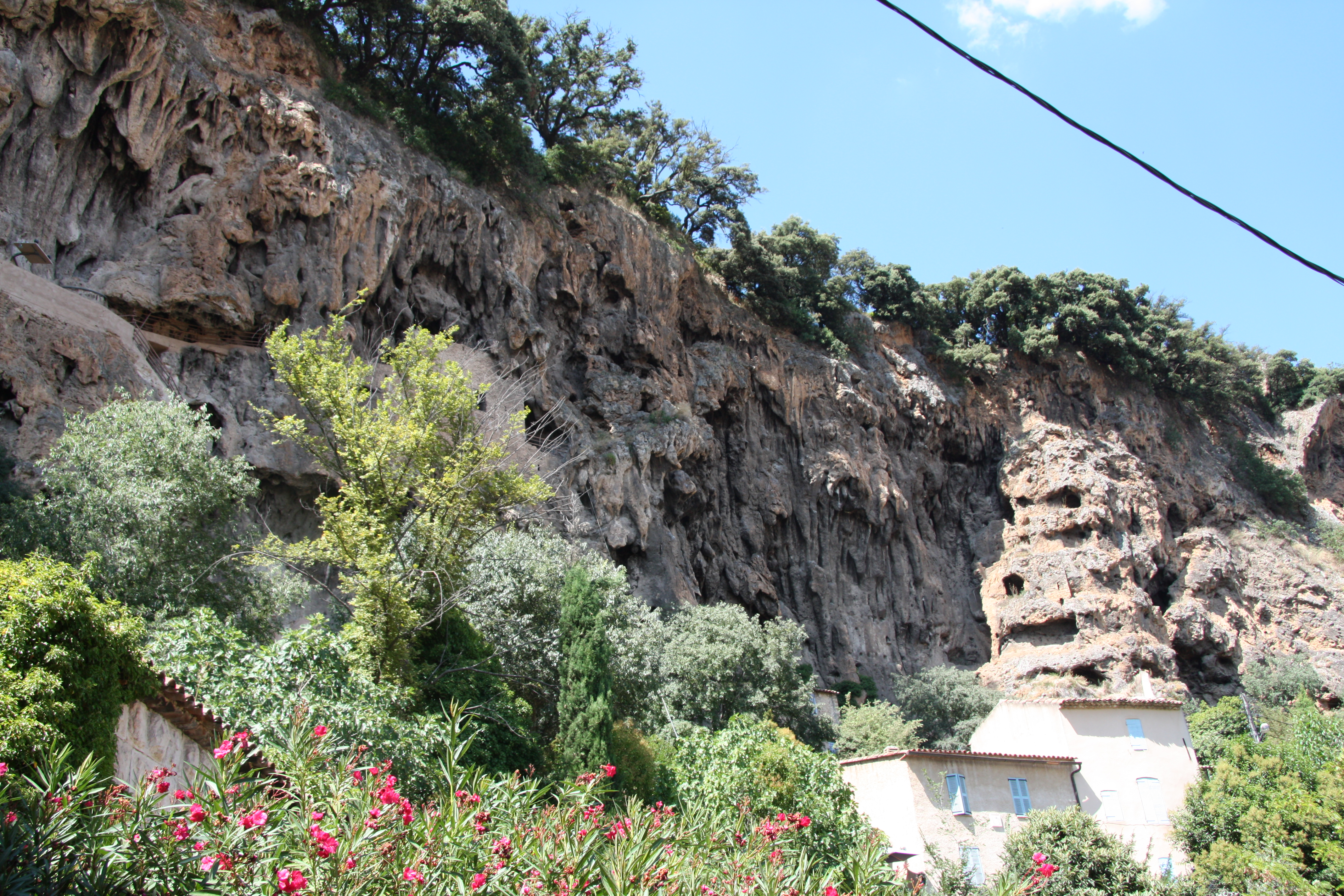
Grottes dans les formations de tufs de Cotignac, Var, France.
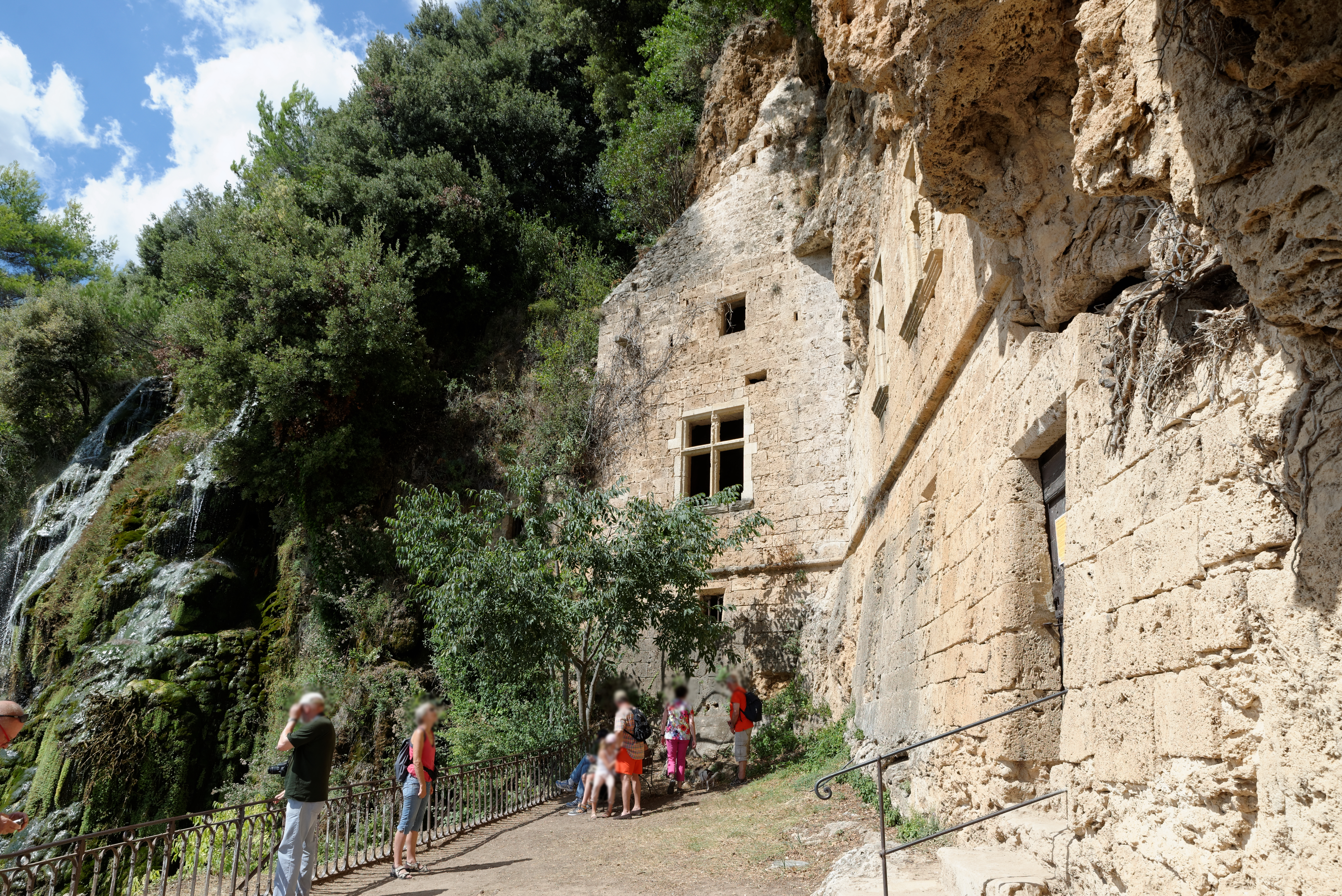
Habitations troglodytiques aménagées dans les tufs de Villecroze, Var, France.

## Les cavités parakarstiques des grès et des conglomérats
Plusieurs types de grès ou conglomérats peuvent receler des cavités parakarstiques :
- le grès ou le conglomérat à ciment calcaire (cas des « molasses » calcaires, calcarénites) dans lesquels prédominent la dissolution et l’arénisation ; leur évolution est similaire à celle des dolomies.

- le grès à ciment siliceux, contenant des formes héritées de paléoclimats ayant permis la mobilisation de la silice.

- les intercalations de formations carbonatées dans des formations non carbonatées, comme des grès.

### En France
Les grandes cavités du grès des plateaux ardéchois (Callot, 1979) se sont formées dans les couches calcaires intercalées entre les grès, puis ont ensuite évolué en érodant les couches de grès.
La plupart des cavités des conglomérats sont en fait des cavités de contact, développées à l’interface conglomérat-marnes. Les grottes du Cul de Bœuf et du Trou-Madame à Méailles, dans les Alpes-de-Haute-Provence, illustrent assez bien le mode de formation des grottes de contact. On trouve également des grottes de contact sur le plateau de Lacamp (Aude). Il s'agit d'un mode de creusement similaire aux cavités perchées, développées au contact calcaire/marnes.
Plus rarement, certaines cavités sont entièrement creusées en roche conglomératique, comme la grotte du Château de Saint-Didier (Valernes, Alpes-de-Haute-Provence) ouvertes dans les alluvions quaternaires de la Durance.
D'autres cavités du grès sont connues sous les « platières » de la forêt de Fontainebleau.

### Ailleurs
On recense de nombreuses cavités dans les conglomérats, mais il n'est pas précisé le nature du ciment, calcaire ou siliceux ; de sorte qu'il est difficile de distinguer les cavités karstiques des cavités pseudokarstiques (cf. Liste des grandes cavités pseudokarstiques).

Quelques cavités des grès et conglomérats
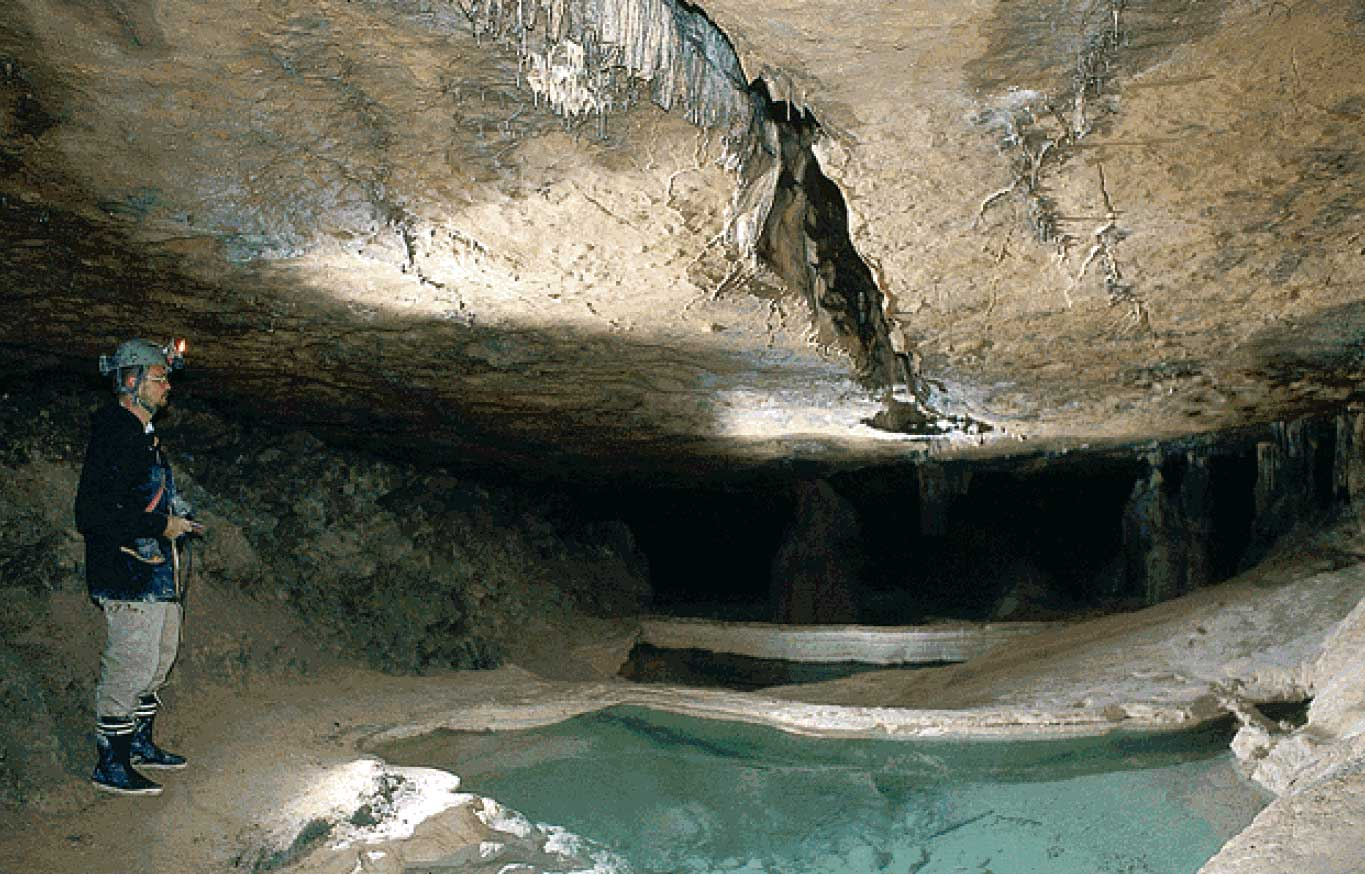
Le toit de la grotte du Cul de Bœuf (Méailles, Alpes-de-Haute-Provence, France) est constitué de conglomérats, alors que son sol marneux est recouvert de calcite de gours.
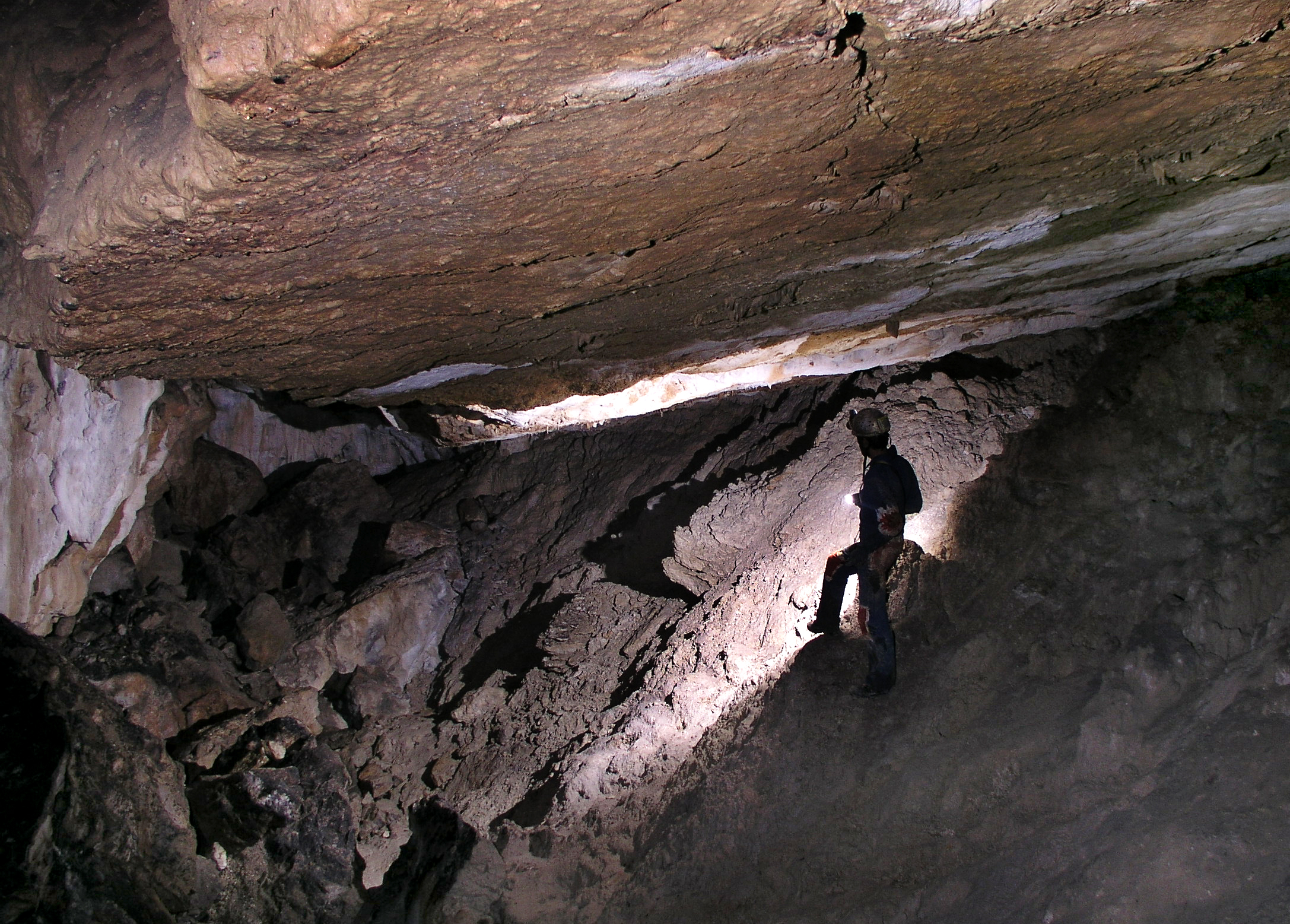
Le sol marneux de la grotte du Trou-Madame (Méailles, Alpes-de-Haute-Provence, France) a été érodé, alors que son toit de conglomérats est resté en place.